# Прем'єр-міністр Данії
Прем'єр-міністерка Данії, державна міністерка (дан. statsminister) — голова уряду в Данії, що здійснює виконавчу владу в країні. Призначається королем Данії, зазвичай будучи лідером партії, що має більшість у Фолькетінгу — данському парламенті. У разі втрати парламентського довіри прем'єр-міністр має право, як піти разом з кабінетом у відставку, так і попросити монарха про розпуск парламенту і призначення нових виборів. З 2019 прем'єр-міністром є Метте Фредріксен.
Прем'єр-міністр очолює уряд, який формально призначається монархом. На практиці призначення прем'єр-міністра визначається його підтримкою у Фолькетингу (національному парламенті). З початку 20-го століття жодна партія не мала більшості у Фолькетингу, тому прем'єр-міністр повинен очолювати коаліцію політичних партій, а також свою власну партію. Крім того, лише чотири коаліційні уряди з часів Другої світової війни мали більшість у Фолькетингу, тому коаліції (і прем'єр-міністр) повинні також заручитися підтримкою інших малих партій.
Нинішній прем'єр-міністр Данії — Метте Фредеріксен, з 27 червня 2019 року. З 2022 року її кабінет складається з соціал-демократів, Венстре та поміркованих.

## Історія

### Заснування
Приблизно з 1699 по 1730 рік найвищий немонархічний урядовець титулувався «Великий канцлер» (storkansler), а з 1730 по 1848 рік ця посада називалася «Державний міністр» (Statsminister). Ці титули передбачали сучасну посаду прем'єр-міністра, однак, на відміну від нинішньої посади, великий канцлер і державний міністр не були формальними главами уряду. Король здійснював виконавчу владу як абсолютний правитель з 1661 року до прийняття ліберальної Конституції на початку XIX століття.
Посада прем'єр-міністра була запроваджена як частина конституційної монархії, окресленої в 1848 році і підписаної як Конституція Данії 5 червня 1849 року. Нова Конституція встановила парламентську систему, створивши новий двопалатний парламент (Ригсдаген) і Президію Ради на чолі з президентом Ради[3]. Президія Ради вважається попередником сучасного офісу прем'єр-міністра[3]. Першим президентом Ради був Адам Вільгельм Мольтке, який прийшов до влади 22 березня 1848 року. Мольтке та два його наступники також носили титул прем'єр-міністра, що перекладається як «прем'єр-міністр».
З 1855 року прем'єр-міністр став називатися просто «президентом ради» (Konseilspræsident). Карл Крістіан Холл став першим прем'єр-міністром/президентом ради, який очолював політичну партію (Національну ліберальну партію).

### Сучасний офіс
Сучасний Офіс прем'єр-міністра був заснований 1 січня 1914 року, коли Президія Ради була створена як департамент при прем'єр-міністрі,[3] тоді як до цього вона існувала як неформальна рада, яку збирав прем'єр-міністр. Титул прем'єр-міністра знову змінився у 1918 році за прем'єрства Карла Теодора Зале, ставши «Державним міністром» (як і у скандинавських сусідів, Норвегії та Швеції), яким він залишається і донині.
До середини дев'ятнадцятого століття склалася сильна партійна система, в якій більшість прем'єр-міністрів були лідерами або Венстре (лівої), або Хьойре (правої). Однак до 1924 року соціал-демократи стали найбільшою партією, а Хьойре зникла.
У перші роки окупації Данії уряди прем'єр-міністрів Вільгельма Буля, а потім Еріка Скавеніуса співпрацювали з нацистськими окупантами. 29 серпня 1943 року данський уряд подав у відставку, відмовившись від подальших поступок на користь нацистської Німеччини. Всі державні функції взяли на себе постійні секретарі окремих департаментів, і такий порядок тривав до звільнення Данії 5 травня 1945 року. Оскільки король Крістіан X так і не прийняв відставку уряду, він проіснував де-юре до формування нового кабінету 5 травня 1945 року.
У ХХ столітті домінували соціал-демократичні прем'єр-міністри, які очолювали ліві коаліції; соціал-демократичні прем'єр-міністри перебували при владі майже безперервно з 1924 по 1982 рік. Перший прем'єр-міністр від Консервативної народної партії Поуль Шлютер прийшов до влади на чолі широкої правоцентристської коаліції у 1982 році. Правління правоцентристської коаліції до 1993 року, що тривало одинадцять років, стало найдовшим правоцентристським урядом в історії Данії з 1920-х років.
У листопаді 2001 року ліва коаліція у Фолькетингу поступилася місцем правій коаліції на чолі з Венстре, завершивши своє восьмирічне правління. Венстре стала найбільшою партією з 1924 року. Андерс Фог Расмуссен, лідер «Венстре», обіймав посаду прем'єр-міністра з 2001 по квітень 2009 року. Його коаліційний уряд складався з Венстре і Консервативної народної партії, за парламентської підтримки націонал-консервативної Данської народної партії (Dansk Folkeparti).
5 квітня 2009 року Расмуссен подав у відставку, щоб стати Генеральним секретарем НАТО, залишивши на посаді прем'єр-міністра міністра фінансів і віце-президента «Венстре» Ларса Льокке Расмуссена.
Після виборів у вересні 2011 року праві з невеликим відривом програли лівоцентристській коаліції на чолі з Гелле Торнінг-Шмідт, яка 3 жовтня 2011 року сформувала новий уряд, що спочатку складався з соціал-демократів, Данської соціал-ліберальної партії і Соціалістичної народної партії. Після поразки на загальних виборах у червні 2015 року Торнінг-Шмідт подала у відставку з посади прем'єр-міністра, а її наступником став Ларс Льокке Расмуссен, який очолив уряд меншості, що повністю складався з міністрів від Венстре.
Соціал-демократи повернулися до влади після виборів 2019 року, а роль прем'єр-міністра взяла на себе Метте Фредеріксен.